# Pomnik Martyrologii – Rozstrzelanych 10 września 1939 roku
Pomnik Martyrologii – Rozstrzelanych 10 września 1939 roku – pomnik znajdujący się w Krakowie w jego prawobrzeżnej części względem Wisły – Podgórzu, przy ul. Abrahama.
Kraków został zajęty przez Wehrmacht 6 września 1939 roku, a już 10 września 1939 roku w tym miejscu Niemcy dokonali pierwszej zbiorowej egzekucji Polaków. Pod murem Podgórskiego nowego cmentarza żydowskiego rozstrzelanych zostało wtedy 13 krakowian. Zabito 11 znanych z nazwiska mężczyzn oraz 2 nieznanych.
Pomnik, odsłonięty w 1984 r, to granitowy blok kamienny z czarną marmurową tablicą na której widnieje napis:
10 IX 1939 R OKUPANT
HITLEROWSKI DOKONAŁ
PIERWSZEJ W KRAKOWIE
ZBIOROWEJ EGZEKUCJI
POLAKÓW

ŚMIERĆ WÓWCZAS PONIEŚLI:

J.BEREZICKI   A.BILSKI   K.GÓRSKI

W.DROŻDŻ   S.MASNY   F.NAWROT

J.OWSIANY   A.PIETRYKA (na pomniku błędnie nazwisko PIETRZYK)   W.PIETRYKA

CZ.RÓWNOWARCZYK   J.ZIEMBIŃSKI

ORAZ DWAJ NN MĘŻCZYŹNI

10-IX-1984 R

CZEŚĆ ICH PAMIĘCI